# Tajay Gayle
Tajay Gayle (ur. 2 sierpnia 1996 w Kingston) – jamajski lekkoatleta specjalizujący się w skoku w dal.
W 2018 był czwarty na igrzyskach Wspólnoty Narodów w Gold Coast oraz zdobył srebro mistrzostw NACAC. Wicemistrz igrzysk panamerykańskich w Limie (2019). W tym samym roku sięgnął po złoty medal mistrzostw świata w Dosze. Cztery lata później w Budapeszcie został brązowym medalistą czempionatu globu.
Złoty medalista mistrzostw Jamajki.
Rekordy życiowe: stadion – 8,69 (28 września 2019, Doha) rekord Jamajki, 10. rezultat w historii światowej lekkoatletyki; hala – 8,13 (25 lutego 2023, Birmingham).

## Osiągnięcia
| Rok  | Impreza                    | Miejsce    | Lokata            | Wynik |
| ---- | -------------------------- | ---------- | ----------------- | ----- |
| 2018 | Igrzyska Wspólnoty Narodów | Gold Coast | 4. miejsce        | 8,12  |
| 2018 | Mistrzostwa NACAC          | Toronto    | 2. miejsce        | 8,24  |
| 2019 | Igrzyska panamerykańskie   | Lima       | 2. miejsce        | 8,17  |
| 2019 | Mistrzostwa świata         | Doha       | 1. miejsce        | 8,69  |
| 2021 | Igrzyska olimpijskie       | Tokio      | 11. miejsce       | 7,69  |
| 2022 | Mistrzostwa świata         | Eugene     | el. –             | NM    |
| 2022 | Mistrzostwa NACAC          | Freeport   | 2. miejsce        | 7,81  |
| 2023 | Mistrzostwa świata         | Budapeszt  | 3. miejsce        | 8,27  |
| 2024 | Halowe mistrzostwa świata  | Glasgow    | 6. miejsce        | 7,89  |
| 2024 | Igrzyska olimpijskie       | Paryż      | el. – 19. miejsce | 7,78  |
| 2025 | Halowe mistrzostwa świata  | Nankin     | 10. miejsce       | 7,83  |